# Lipotriches esakii
Lipotriches esakii là một loài Hymenoptera trong họ Halictidae. Loài này được Hirashima mô tả khoa học năm 1961.